# 아크라브
아크라브(Acrab)는 전갈자리에 있는 항성계로 바이어 명명법에 의할 경우 전갈자리 베타로 읽는다. 전통적 이름인 아크라브 외에도 엘 아크라브(El Acrab, 아랍어로 العقرب)로 읽으며, 그라피아스(Graffias, 전갈자리 크시도 이 이름을 공유한다)로 부르기도 한다. 중국에서는 이 별을 房宿四(방의 네 번째 별)라고 부른다.
작은 망원경으로 관측하면 아크라브는 14초각 떨어진 두 개의 별로 보인다. 지구에서 이 별까지의 거리를 고려하면 실제 두 별 사이의 간격은 약 2200 천문단위로 생각된다. 이들 둘은 모두 뜨거운 B형 항성으로 우리 태양보다 10배 정도 무겁고, 짧은 생을 살 것이다. 둘 다 항성 진화의 마지막 단계를 극렬한 초신성 폭발로 마감할 것으로 보인다.
밝은 주성 전갈자리 베타1과 상대적으로 어두운 전갈자리 베타2는 둘 다 분광쌍성으로 추측된다. 여기에 전갈자리 베타1은 0.5초각 떨어진 곳에(80 천문단위) 또 하나의 반성을 더 거느리고 있다. 따라서 아크라브는 실제로 다섯 개의 별로 이루어진 오중성계이다.
이 별은 황도 근처에 있기 때문에 달 또는 아주 드물게 행성이 앞을 지나갈 수도 있다. 행성이 아크라브를 가린 가장 최근의 사건은 1971년 5월 13일에 있었고, 해당 행성은 목성이었다.